# V.8bis
V.8bis – rekomendacja CCITT (obecnie ITU-T).
V.8bis jest jedną z serii rekomendacji ogólnych (V.1-V.8bis)  definiujących sposób kodowania, szybkość przesyłania symboli, poziomy mocy sygnałów i rodzaje protokołów używanych przez modemy pracujące na liniach telekomunikacyjnych.
V.8bis opisuje procedury do identyfikacji i selekcji wspólnych trybów operacji pomiędzy urządzeniami dostarczającymi usługi (DCE) i pomiędzy urządzeniami końcowymi (DTE) przy przesyle danych przez publiczną komutowaną sieć telefoniczną (PSTN) i na dzierżawionych urządzeniach telefonicznych typu "od punktu do punktu". (ang.: Procedures for the identification and selection of common modes of operation between data circuit-terminating equipments (DCEs) and between data terminal equipments (DTEs) over the public switched telephone network and on leased point-to-point telephone-type circuits
).
Pierwsza wersja tej rekomendacji była zatwierdzona w sierpniu 1996 roku. Rekomendacja ta była nowelizowana dwukrotnie. Ostatnia, aktualna wersja została zatwierdzona w listopadzie 2000 roku.